# 30 هـ
30 هـ هي سنة في التقويم الهجري امتدت مقابلةً في التقويم الميلادي بين سنتي 650 و651.

## أحداث
- فتوح فارس وخراسان وطبرستان

## مواليد
- وكيع بن حسان بن أبي سود التميمي أمير خراسان بين عامي : ( 96 هـ - 97 هـ ).
- عطية بن عمرو العنبري أحد القادة والفرسان في العصر الأموي.
- جرير بن عطية التميمي أحد أشهر الشعراء في العصر الأموي.
- حاجب بن ذبيان التميمي من شعراء العصر الأموي.
- هريم بن أبي طحمة أحد القادة والفرسان في العصر الأموي.
- العجير بن عبد الله السلولي من شعراء العصر الأموي.
- عثمان بن عنبسة من أمراء الدولة الأموية.
- ولادة بنت العباس زوجة الخليفة عبد الملك بن مروان وأم ابنيه الخليفة الوليد بن عبد الملك والخليفة سليمان بن عبد الملك.
- بشر بن مروان

## وفيات
- معمر بن أبي سرح
- أبي بن كعب بن قيس
- عبد الله بن مظعون
- حاطب بن أبي بلتعة.
- خيرة بنت أبي حدرد الأسلمي
- عرفجة بن هرثمة البارقي
- لبابة الكبرى